# White Boy Rick
White Boy Rick ist ein Kriminalfilm von Yann Demange über den Drogenhändler Richard „White Boy Rick“ Wershe, Jr., der am 14. September 2018 in die US-amerikanischen und am 7. März 2019 in die deutschen Kinos kam.

## Handlung
Richard Wershe senior träumt davon, eine Videothekenkette zu eröffnen, doch noch stattet er in seiner Kellerwerkstatt billige Gebrauchtwaffen mit selbstgebauten Schalldämpfern aus. Sein Sohn Rick teilt seinen Unternehmergeist und verkauft die aufgewerteten Waffen mit Gewinn an örtliche Drogendealer.   
Als der Bundesagent Byrd und dessen Kollegin Rick junior festnehmen, erklärt sich der Teenager in den 1980er Jahren bereit, als Undercover-Informant für das FBI zu arbeiten, doch mit dem Wissen, das er sich in dieser Zeit aneignet, steigt er bald selbst zum berüchtigten Drogen-Mogul auf, obwohl seine eigene Schwester Dawn den Drogen verfallen war.

## Biografischer Hintergrund
Richard Wershe Jr. wurde 1987 mit gerade einmal 17 Jahren wegen des Besitzes von mehr als 8 Kilogramm Kokain festgenommen und aufgrund eines in Michigan gültigen Gesetzes zur Bekämpfung des Drogenhandels in großen Mengen zu einer lebenslangen Freiheitsstrafe verurteilt. Zuvor hatte er im Alter von 14 bis 16 Jahren als Informant für das FBI gearbeitet.

## Produktion
Regie führte Yann Demange. Es handelt sich um Demanges zweiten Spielfilm nach ’71 aus dem Jahr 2014. Die Filmmusik wird von Max Richter komponiert. Die Aufnahme entstand im Herbst 2017. Der Soundtrack wurde am 21. September 2018 veröffentlicht.
Der Nachwuchsschauspieler Richie Merritt übernahm die Rolle von Ricky Wershe Jr.
Die deutsche Synchronisation entstand nach einem Dialogbuch und der Dialogregie von Sven Hasper im Auftrag der Berliner Synchron GmbH Wenzel Lüdecke. Benjamin Völz leiht in der deutschen Fassung Richard Wershe seine Stimme, Marco Eßer seinem Sohn Richard Wershe Jr.
Die Dreharbeiten fanden in Cleveland in Ohio (März 2017), in Detroit in Michigan, in Miami in Florida und in Las Vegas statt. Hierbei arbeitete Demange mit dem Kameramann Tat Radcliffe zusammen.
Ein erster deutscher Trailer wurde Anfang Juni 2018 veröffentlicht. Der Film wurde am 31. August 2018 im Rahmen des Telluride Film Festivals uraufgeführt und feierte am 7. September 2018 beim Toronto International Film Festival seine internationale Premiere. Am 14. September 2018 kam er in die US-amerikanischen und am 7. März 2019 in die deutschen Kinos.

## Rezeption

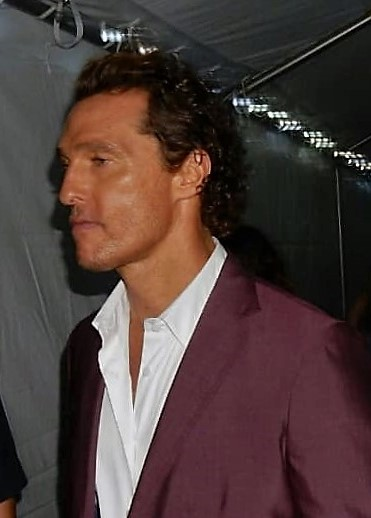
Matthew McConaughey bei der Premiere des Films in Toronto

### Altersfreigabe und Kritiken
In den USA erhielt der Film von der MPAA ein R-Rating, was einer Freigabe ab 17 Jahren entspricht. In Deutschland wurde er von der FSK ab 12 Jahren freigegeben, ist in Begleitung der Eltern jedoch bereits ab 6 Jahren erlaubt. In der Freigabebegründung heißt es: „Der Film spielt in einer trostlosen Umgebung und in einer heruntergekommenen Stadt, in der sogar die Polizei korrupt ist. Zuschauer über 12 Jahren sind jedoch in der Lage, diese Darstellungen als Teil einer kritischen Milieustudie zu erkennen und entsprechend zu verarbeiten. Gewalt und Drogenhandel sind zentrale Themen des Films, aber Drogenkonsum wird nicht verherrlicht, sondern als zerstörerisch dargestellt und Gewalthandlungen werden nicht detailliert ausgespielt.“ Weiter heißt es, die am Ende stehende Verurteilung des jugendlichen Protagonisten zu lebenslanger Haft mache zudem deutlich, dass hier keine Heldengeschichte erzählt wird. Eine desorientierende Vorbildwirkung sei daher nicht zu befürchten.
Insgesamt stieß der Film bei den Kritikern auf geteiltes Echo.
Anke Westphal von epd Film schreibt, White Boy Rick verbinde Sozialdrama mit Drogenthriller zu einer Anklage des Systems. Immer wieder seien im Film Szenen zu sehen, die Probleme der kulturellen Aneignung thematisierten: "Wenn sich der Film Fragen des Rassismus stellt, indem etwa in einem Dialog zwischen white prison time und black prison time unterschieden wird, geht es auch um eine systemische Ungerechtigkeit. Die Skrupellosigkeit, mit der das FBI vorgeht, indem es einen Minderjährigen zum Kriminellen macht, wirft ein ungünstiges Licht auf US-amerikanische Regierungsbehörden."

### Auszeichnungen
Toronto International Film Festival 2018
- Nominierung in der Kategorie Special Presentations (Yann Demange)